# Acantiza occidental
L'acantiza occidental (Acanthiza inornata) és una espècie d'ocell de la família dels acantízids (Acanthizidae) que habita zones boscoses del sud-oest d'Austràlia Occidental.